# Savonlinnan Pallokerho
Savonlinnan Pallokerho (w skrócie SaPKo) – fiński klub hokeja na lodzie z siedzibą w Savonlinna.

## Historia
W czerwcu 2022 podano do wiadomości, że ogłoszono upadłość klubu, wobec czego jego drużyna nie została zgłoszona do nowej edycji Mestis. W sezonie 2022/2023 zespół nie uczestniczył w rozgrywkach, a w sezonie 2023/2024 przystąpił do Suomi-sarja.

## Sukcesy
- Finał Pucharu Finlandii: 1967, 1968, 2017, 2019
- Złoty medal Suomi-sarja: 2003
- Srebrny medal Suomi-sarja: 2006
- Złoty medal Mestis: 2017
- Brązowy medal Mestis: 2018

## Zawodnicy
Numery zastrzeżone
- 2 Paavo Tirkkonen
- 3 Jyrki Turunen
- 5 Ahti Ruohoaho
- 10 Raimo Turkulainen
- 22 Pekka Tirkkonen